# Hollister (Oklahoma)
Hollister és un poble dels Estats Units a l'estat d'Oklahoma. Segons el cens del 2000 tenia 60 habitants.

## Demografia
Segons el cens del 2000, Hollister tenia 60 habitants, 20 habitatges, i 17 famílies. La densitat de població era de 96,5 habitants per km².
Dels 20 habitatges en un 30% hi vivien nens de menys de 18 anys, en un 75% hi vivien parelles casades, en un 0% dones solteres, i en un 15% no eren unitats familiars. En el 15% dels habitatges hi vivien persones soles el 15% de les quals corresponia a persones de 65 anys o més que vivien soles. El nombre mitjà de persones vivint en cada habitatge era de 3 i el nombre mitjà de persones que vivien en cada família era de 3,29.
Per edats la població es repartia de la següent manera: un 28,3% tenia menys de 18 anys, un 1,7% entre 18 i 24, un 31,7% entre 25 i 44, un 28,3% de 45 a 60 i un 10% 65 anys o més.
L'edat mediana era de 37 anys. Per cada 100 dones de 18 o més anys hi havia 138,9 homes.
La renda mediana per habitatge era de 21.250 $ i la renda mediana per família de 26.250 $. Els homes tenien una renda mediana de 18.750 $ mentre que les dones 21.250 $. La renda per capita de la població era de 7.888 $. Entorn del 26,7% de les famílies i el 39,3% de la població estaven per davall del llindar de pobresa.

## Poblacions més properes
El següent diagrama mostra les poblacions més properes.